# Tulbagia
Tulbagia (Tulbaghia) – rodzaj roślin z rodziny amarylkowatych. Obejmuje 22–26 gatunków. Rośliny te występują w południowej Afryce sięgając na północy po Malawi. Rosną w zbiorowiskach trawiastych i zaroślowych, na glebach suchych i wilgotnych, często na stokach wzgórz i na terenach skalistych. Wiele gatunków uprawianych jest dla efektownych kwiatów i delikatnego, słodkiego zapachu. Gatunkiem najbardziej odpornym na mróz (uprawianym także w Polsce) jest tulbagia fioletowa T. violacea. Nazwa rodzaju upamiętnia gubernatora Kolonii Przylądkowej – Ryka Tulbagha (zmarłego w 1771).

## Morfologia

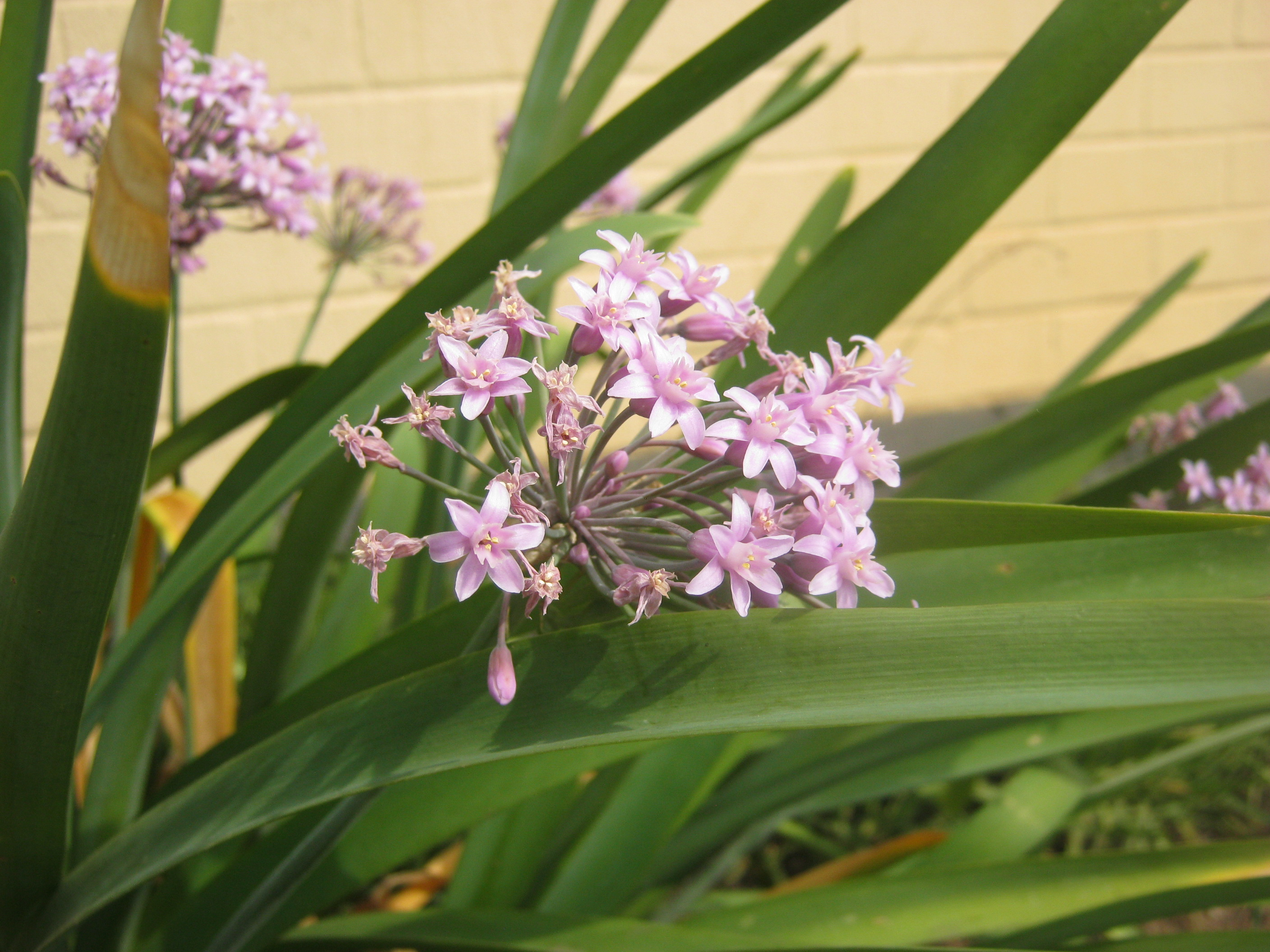
Tulbaghia simmleri

PokrójByliny, których pęd kwiatonośny osiąga do 1,8 m wysokości. Mają mięsiste, białe korzenie.
LiścieZimozielone lub zasychające na zimę, długie, wąskie i zwykle nieco mięsiste.
KwiatyZwykle niewielkie, zebrane w baldachy, czasem składające się nawet z 40 kwiatów. Okwiat lejkowaty lub rurkowaty, różowy, fioletowy, pomarańczowy lub zielony. Jego listki równej długości, w dole są zrośnięte, ale w górze rozpostarte. Pręcików jest 6 wyrastających w dwóch okółkach. Zalążnia górna powstaje z trzech owocolistków, zwieńczona jest pojedynczą szyjką słupka i prostym znamieniem.
OwoceTorebki z licznymi, czarnymi, trójkanciastymi nasionami.

## Systematyka
Pozycja systematyczna
Rodzaj z plemienia Tulbaghieae z podrodziny czosnkowych Allioideae z rodziny amarylkowatych Amaryllidaceae. W przeszłości w różnych systemach klasyfikowany w rodzinach czosnkowatych i liliowatych.
Wykaz gatunków
- Tulbaghia acutiloba Harv.
- Tulbaghia aequinoctialis Welw. ex Baker
- Tulbaghia alliacea L.f.
- Tulbaghia calcarea Engl. & Krause
- Tulbaghia cameronii Baker
- Tulbaghia capensis L.
- Tulbaghia cernua Fisch., C.A.Mey. & Avé-Lall.
- Tulbaghia coddii Vosa & R.B.Burb.
- Tulbaghia cominsii Vosa
- Tulbaghia dregeana Kunth
- Tulbaghia friesii Suess.
- Tulbaghia galpinii Schltr.
- Tulbaghia leucantha Baker
- Tulbaghia ludwigiana Harv.
- Tulbaghia luebbertiana Engl. & Krause
- Tulbaghia macrocarpa Vosa
- Tulbaghia montana Vosa
- Tulbaghia natalensis Baker
- Tulbaghia nutans Vosa
- Tulbaghia pretoriensis Vosa & Condy
- Tulbaghia rhodesica R.E.Fr.
- Tulbaghia simmleri Beauverd
- Tulbaghia tenuior K.Krause & Dinter
- Tulbaghia transvaalensis Vosa
- Tulbaghia verdoornia Vosa & R.B.Burb.
- Tulbaghia violacea Harv. – tulbagia fioletowa